# Berkmans Speed Scout
Berkmans Speed Scout byl prototyp dvouplošného průzkumného/stíhacího letounu, který vyrobili Maurice a Emile Berksmanovi. Na letounu začali pracovat v roce 1916.  Zkoušky pro přijetí do ozbrojených složek byly zahájeny na jaře 1918 při nichž měl letoun projevit dobrou obratnost a vynikající stoupavost. Horší vlastnosti měl při ovládání na zemi. S koncem války, ale USAAS ztratilo o letoun zájem. 
Letoun měl dřevěnou konstrukci trupu, který měl kruhový průřez. Trup měl kovový potah.

## Specifikace
Data dle Aviastar.

### Technické údaje
- Posádka: 1 pilot
- Rozpětí: 7,92 m
- Délka: 5,69 m
- Výška: 2,39 m
- Prázdná hmotnost: 372 kg
- Vzletová hmotnost : 540 kg
- Pohonná jednotka: 1x rotační motor Gnome
- Výkon pohonné jednotky: 100 k

### Výkony
- Maximální rychlost: 185 km/h (115 mph)
- Dostup: 6 706 m